# Sjeverni Han
Sjeverni Han (kor. 북한강, Bukhan-gang) pritok je rijeke Han koja teče kroz Sjevernu i Južnu Koreju. Prolazi kroz pokrajinu Gangwon u Sjevernoj Koreji te pokrajine Gangwon i Gyeonggi u Južnoj Koreji.
Presijeca korejsku demilitariziranu zonu i ulazi u okrug Hwacheon, teče južno kroz Chuncheon, a zatim na zapad kroz Gapyeong te se spaja s rijekom Južni Han u Yangpyeongu i tvori rijeku Han.